# 6384 Кервін
6384 Кервін (6384 Kervin) — астероїд головного поясу, відкритий 3 січня 1989 року.
Тіссеранів параметр щодо Юпітера — 3,777.